# Phoxophrys tuberculata
Phoxophrys tuberculata – gatunek jaszczurki z podrodziny Draconinae w obrębie rodziny agamowatych (Agamidae). 

## Zasięg występowania
Ph. tuberculata występuje endemicznie w zachodniej części wyspy Sumatra (prowincje Jambi, Sumatra Zachodnia i Sumatra Północna) należącej do Indonezji.

## Taksonomia
Rodzaj i gatunek po raz pierwszy zgodnie z zasadami nazewnictwa binominalnego opisał w 1881 roku holenderski zoolog Ambrosius Arnold Willem Hubrecht, nadając im odpowiednio nazwy Phoxophrys i Phoxophrys tuberculata. Holotyp pochodził z Batang, w Singalang, w Sumatrze Zachodniej. Jedyny przedstawiciel rodzaju Phoxophrys.
Do niedawna do rodzaju należały gatunki umieszczane od 2019 roku w rodzaju Pelturagonia.

### Etymologia
- Phoxophrys: gr. φοξος phoxos „zaostrzony, spiczasty”; οφρυς ophrus, οφρυος ophruos „brew”[2].
- tuberculata: nowołac. tuberculatus „brodawkowaty, gruzełkowaty”, od łac. tuberculum „guzek, wypukłość”, od zdrobnienia tuber, tuberis „obrzęk”, od tumere „pęcznieć, puchnąć”[9].